# Quercus semecarpifolia
Quercus semecarpifolia är en bokväxtart som beskrevs av James Edward Smith. Quercus semecarpifolia ingår i släktet ekar, och familjen bokväxter. Inga underarter finns listade i Catalogue of Life.